# Claudia Riegler (snowboard)
Pour les articles homonymes, voir Claudia Riegler et Riegler.
Claudia Riegler, née le 7 juillet 1973 à Vienne, est une snowboardeuse autrichienne spécialisée dans les épreuves de slalom parallèle, de slalom géant parallèle et de snowboardcross. Elle débute en Coupe du monde en 1996 à La Bresse et monte sur son premier podium au snowboardcross de Graechen en mars 1997. En 2011, lors des Mondiaux de La Molina elle est médaillée d'argent en slalom géant parallèle et de bronze en slalom parallèle. En 2015, elle remporte le titre mondial en slalom géant parallèle.
Athlète à la longévité exceptionnelle, elle prend part à vingt-sept éditions consécutives de la coupe du monde, de la saison 1994-1995 à 2020-2021. Elle participe de la même manière à douze championnats du monde et quatre jeux olympiques.

## Palmarès

### Jeux olympiques
| Édition/Discipline        | Slalom géant parallèle | Slalom parallèle |
| JO de Salt Lake City 2002 | 28e                    | -                |
| JO de Vancouver 2010      | 7e                     | -                |
| JO de Sotchi 2014         | 12e                    | 11e              |
| JO de Pyeongchang 2018    | abandon                | -                |

### Championnats du monde
Claudia Riegler participe à onze éditions consécutives des championnats du monde. Elle y totalise trois podiums dont le titre en géant parallèle à Lachtal en  2015.
| Édition/Discipline | Slalom parallèle | Slalom géant parallèle | Snowboardcross |
| Mondiaux 1997      | 7e               | 12e                    | 18e            |
| Mondiaux 1999      | 9e               | 5e                     | 5e             |
| Mondiaux 2001      | Abandon          | 18e                    | 11e            |
| Mondiaux 2003      | 6e               | 16e                    | -              |
| Mondiaux 2005      | 15e              | -                      | -              |
| Mondiaux 2009      | 5e               | 7e                     | -              |
| Mondiaux 2011      | 3e               | 2e                     | -              |
| Mondiaux 2013      | 15e              | 9e                     | -              |
| Mondiaux 2015      | -                | 1re                    | -              |
| Mondiaux 2017      | -                | Abandon                | -              |
| Mondiaux 2019      | 24e              | 33e                    | -              |
| Mondiaux 2025      | 6e               | 5e                     | -              |

### Coupe du monde
- Meilleur classement général : 6e en 2002[2].
- Meilleur classement du slalom parallèle : 4e en 2002[2].
- Meilleur classement du slalom géant parallèle : 2e en 2020[2].
- Meilleur classement des épreuves parallèles : 3e en 2008[2].
- Meilleur classement en snowboardcross : 6e en 1997[2].
- 30 podiums dont 6 victoires[3].
- 1 victoire en épreuve par équipes.

#### Détail des victoires
| Édition   | Épreuve                                   |
| 1998-1999 | Olang (slalom géant parallèle)            |
| 1999-2000 | San Candido (snowboardcross)              |
| 2000-2001 | Ruka (snowboardcross)                     |
| 2001-2002 | Ruka (slalom parallèle)                   |
| 2014-2015 | Moscou (slalom parallèle)                 |
| 2018-2019 | Bad Gastein (slalom parallèle)            |
| 2020-2021 | Bad Gastein (slalom parallèle par équipe) |